# JOGL
Java OpenGL (JOGL) es una biblioteca que permite acceder a OpenGL mediante programación en Java. Actualmente está siendo desarrollado por el Game Technology Group de Sun Microsystems, y es la implementación de referencia para JSR-231 (Java Bindigs for OpenGL).
JOGL permite acceder a la mayoría de características disponibles para los programadores de C, con la excepción de las llamadas a ventanas realizadas en GLUT (ya que Java contiene sus propios sistemas de ventanas, AWT y Swing), y algunas extensiones de OpenGL.

## Diseño
La API OpenGL, escrita en C, es llamada por JOGL gracias a la Java Native Interface (JNI). Por tanto, el sistema en el que se está programando debe tener soporte para OpenGL para que pueda funcionar JOGL correctamente.
JOGL se diferencia de otras bibliotecas Java para OpenGL en que simplemente expone las funciones de la OpenGL, basadas en un lenguaje procedural (lenguaje C), por medio de métodos contenidos en unas pocas clases, en lugar de intentar realizar un mapeo completo del código OpenGL para transformarlo y adaptarlo al paradigma de orientación a objetos. De hecho, la mayoría del código de JOGL está en realidad autogenerado a partir de las cabeceras de las bibliotecas C de OpenGL, mediante una herramienta llamada Gluegen, que fue programada específicamente para dicho propósito.
Esta decisión en el diseño tiene sus ventajas y sus desventajas. La naturaleza procedural y de máquina de estados de OpenGL es inconsistente con la forma habitual de programar en Java, lo cual puede dejar perplejos a muchos programadores. Sin embargo, la conversión directa realizada de las funciones OpenGL a métodos Java, permite la conversión del código de aplicaciones C ya existentes mucho más simple. La fina capa de abstracción proporcionada por JOGL hace que la ejecución sea muy eficiente, aunque resulta mucho más difícil de programar que otras bibliotecas de mucho más alto nivel como Java3D. Dado que la mayoría del código está autogenerado, los cambios que se produzcan en OpenGL son rápidamente adaptados a JOGL.

## Estado y estandarización
En 2007, JOGL proporciona acceso completa a la especificación 2.0 de OpenGL.
Es la implementación de referencia para la especificación JSR-231 (Java Bindings for OpenGL).

## Interoperatibilidad Java2D / OpenGL
Dado que en la versión Java SE 6 de Java, la API Java2D (que permite crear gráficos de dos dimensiones en Java) y JOGL son interoperables, esto permite que:
- Se puedan sobreescribir componentes Swing mediante renderizado en OpenGL.
- Se puede dibujar gráficos 3D mediante OpenGL sobre Java2D (hay un ejemplo aquí en el que se crea un botón mediante OpenGL).

## Ejemplo de la programación de una Pirámide 3D
Este programa dibuja una pirámide 3D mediante JOGL.
JavaRenderer class — Esta clase usa GLAutoDrawable para generar la escena.
```
 
import
 
javax.media.opengl.GL
;

 
import
 
javax.media.opengl.GLEventListener
;

 
import
 
javax.media.opengl.GLAutoDrawable
;

 
import
 
javax.media.opengl.glu.GLU
;

 
import
 
java.awt.event.KeyEvent
;

 
import
 
java.awt.event.KeyListener
;

 

 
public
 
class
 
JavaRenderer
 
implements
 
GLEventListener
,
 
KeyListener
 
{

    
private
 
float
 
rotateT
 
=
 
0.0f
;

    
private
 
static
 
final
 
GLU
 
glu
 
=
 
new
 
GLU
();

 

    
public
 
void
 
display
(
GLAutoDrawable
 
gLDrawable
)
 
{

        
final
 
GL
 
gl
 
=
 
gLDrawable
.
getGL
();

        
gl
.
glClear
(
GL
.
GL_COLOR_BUFFER_BIT
);

        
gl
.
glClear
(
GL
.
GL_DEPTH_BUFFER_BIT
);

        
gl
.
glLoadIdentity
();

        
gl
.
glTranslatef
(
0.0f
,
 
0.0f
,
 
-
5.0f
);

 

        
gl
.
glRotatef
(
rotateT
,
 
1.0f
,
 
0.0f
,
 
0.0f
);

        
gl
.
glRotatef
(
rotateT
,
 
0.0f
,
 
1.0f
,
 
0.0f
);

        
gl
.
glRotatef
(
rotateT
,
 
0.0f
,
 
0.0f
,
 
1.0f
);

        
gl
.
glRotatef
(
rotateT
,
 
0.0f
,
 
1.0f
,
 
0.0f
);

 

        
gl
.
glBegin
(
GL
.
GL_TRIANGLES
);

 

        
// Front

        
gl
.
glColor3f
(
0.0f
,
 
1.0f
,
 
1.0f
);
 
gl
.
glVertex3f
(
0.0f
,
 
1.0f
,
 
0.0f
);

        
gl
.
glColor3f
(
0.0f
,
 
0.0f
,
 
1.0f
);
 
gl
.
glVertex3f
(
-
1.0f
,
 
-
1.0f
,
 
1.0f
);

        
gl
.
glColor3f
(
0.0f
,
 
0.0f
,
 
0.0f
);
 
gl
.
glVertex3f
(
1.0f
,
 
-
1.0f
,
 
1.0f
);

 

        
// Right Side Facing Front

        
gl
.
glColor3f
(
0.0f
,
 
1.0f
,
 
1.0f
);
 
gl
.
glVertex3f
(
0.0f
,
 
1.0f
,
 
0.0f
);

        
gl
.
glColor3f
(
0.0f
,
 
0.0f
,
 
1.0f
);
 
gl
.
glVertex3f
(
1.0f
,
 
-
1.0f
,
 
1.0f
);

        
gl
.
glColor3f
(
0.0f
,
 
0.0f
,
 
0.0f
);
 
gl
.
glVertex3f
(
0.0f
,
 
-
1.0f
,
 
-
1.0f
);

 

        
// Left Side Facing Front

        
gl
.
glColor3f
(
0.0f
,
 
1.0f
,
 
1.0f
);
 
gl
.
glVertex3f
(
0.0f
,
 
1.0f
,
 
0.0f
);

        
gl
.
glColor3f
(
0.0f
,
 
0.0f
,
 
1.0f
);
 
gl
.
glVertex3f
(
0.0f
,
 
-
1.0f
,
 
-
1.0f
);

        
gl
.
glColor3f
(
0.0f
,
 
0.0f
,
 
0.0f
);
 
gl
.
glVertex3f
(
-
1.0f
,
 
-
1.0f
,
 
1.0f
);

 

        
// Bottom

        
gl
.
glColor3f
(
0.0f
,
 
0.0f
,
 
0.0f
);
 
gl
.
glVertex3f
(
-
1.0f
,
 
-
1.0f
,
 
1.0f
);

        
gl
.
glColor3f
(
0.1f
,
 
0.1f
,
 
0.1f
);
 
gl
.
glVertex3f
(
1.0f
,
 
-
1.0f
,
 
1.0f
);

        
gl
.
glColor3f
(
0.2f
,
 
0.2f
,
 
0.2f
);
 
gl
.
glVertex3f
(
0.0f
,
 
-
1.0f
,
 
-
1.0f
);

 

        
gl
.
glEnd
();

 

        
rotateT
 
+=
 
0.2f
;

    
}

 

    
public
 
void
 
displayChanged
(
GLAutoDrawable
 
gLDrawable
,
 
boolean
 
modeChanged
,
 
boolean
 
deviceChanged
)
 
{

    
}

 

    
public
 
void
 
init
(
GLAutoDrawable
 
gLDrawable
)
 
{

        
final
 
GL
 
gl
 
=
 
gLDrawable
.
getGL
();

        
gl
.
glShadeModel
(
GL
.
GL_SMOOTH
);

        
gl
.
glClearColor
(
0.0f
,
 
0.0f
,
 
0.0f
,
 
0.0f
);

        
gl
.
glClearDepth
(
1.0f
);

        
gl
.
glEnable
(
GL
.
GL_DEPTH_TEST
);

        
gl
.
glDepthFunc
(
GL
.
GL_LEQUAL
);

        
gl
.
glHint
(
GL
.
GL_PERSPECTIVE_CORRECTION_HINT
,
 
GL
.
GL_NICEST
);

        
gLDrawable
.
addKeyListener
(
this
);

    
}

 

    
public
 
void
 
reshape
(
GLAutoDrawable
 
gLDrawable
,
 
int
 
x
,
 
int
 
y
,
 
int
 
width
,
 
int
 
height
)
 
{

        
final
 
GL
 
gl
 
=
 
gLDrawable
.
getGL
();

        
if
(
height
 
<=
 
0
)
 
{

            
height
 
=
 
1
;

        
}

        
final
 
float
 
h
 
=
 
(
float
)
width
 
/
 
(
float
)
height
;

        
gl
.
glMatrixMode
(
GL
.
GL_PROJECTION
);

        
gl
.
glLoadIdentity
();

        
glu
.
gluPerspective
(
50.0f
,
 
h
,
 
1.0
,
 
1000.0
);

        
gl
.
glMatrixMode
(
GL
.
GL_MODELVIEW
);

        
gl
.
glLoadIdentity
();

    
}

 

    
public
 
void
 
keyPressed
(
KeyEvent
 
e
)
 
{

        
if
(
e
.
getKeyCode
()
 
==
 
KeyEvent
.
VK_ESCAPE
)
 
{

            
// no hace falta llamar al método Animator#stop()

            
System
.
exit
(
0
);

        
}

    
}

 

    
public
 
void
 
keyReleased
(
KeyEvent
 
e
)
 
{

    
}

 

    
public
 
void
 
keyTyped
(
KeyEvent
 
e
)
 
{

    
}

 
}

```

Main class—El código dibuja la escena en la GLCanvas.
```
 
import
 
javax.media.opengl.GLCanvas
;

 
import
 
java.awt.Frame
;

 
import
 
java.awt.event.WindowAdapter
;

 
import
 
java.awt.event.WindowEvent
;

 
import
 
com.sun.opengl.util.Animator
;

 

 
public
 
class
 
Main
 
{
     

     
public
 
static
 
void
 
main
(
String
[]
 
args
)
 
{

         
Main
 
app
 
=
 
new
 
Main
();

         
app
.
createAndRun
();

     
}

 

     
public
 
void
 
createAndRun
()
 
{

         
Frame
 
frame
 
=
 
new
 
Frame
(
"Jogl 3d Shape/Rotation"
);

         
GLCanvas
 
canvas
 
=
 
new
 
GLCanvas
();

         
Animator
 
animator
 
=
 
new
 
Animator
(
canvas
);

         
animator
.
start
();

         
canvas
.
addGLEventListener
(
new
 
JavaRenderer
());

         
frame
.
add
(
canvas
);

         
frame
.
setSize
(
640
,
 
480
);

         
frame
.
setUndecorated
(
true
);

         
int
 
size
 
=
 
frame
.
getExtendedState
();

         
size
 
|=
 
Frame
.
MAXIMIZED_BOTH
;

         
frame
.
setExtendedState
(
size
);

 

         
frame
.
addWindowListener
(
new
 
WindowAdapter
()
 
{

             
public
 
void
 
windowClosing
(
WindowEvent
 
e
)
 
{

                 
// no hace falta llamar al método Animator#stop()si marca error eliminenla

                 
animator
.
stop
();

                 
System
.
exit
(
0
);

             
}

         
});

         
frame
.
setVisible
(
true
);

         
canvas
.
requestFocus
();

     
}

 
}

```